# Nops gertschi
Nops gertschi (лат.) — вид мелких пауков рода Nops из семейства Caponiidae. Центральная Америка: Доминиканская Республика. Длина голотипа самца 5,98 мм. На головогруди имеют только 2 глаза. Вид Nops gertschi был впервые описан в 1967 году американским арахнологом Артуром Чикерингом (1887—1974) вместе с таксонами Nops craneae, Nops flutillus, Nops largus, Nops simla, Nops sublaevis, Nops toballus, Nops ursumus и другими новыми видами. Таксон Nops gertschi включён в состав рода Nops MacLeay, 1839 и назван в честь крупного американского арахнолога и зоолога Виллиса Джона Герча (Willis John Gertsch, 1906—1998), открывшего и описавшего около 1000 новых для науки видов пауков и других паукообразных (Orthonops gertschi).